# Nasonia vitripennis
Nasonia vitripennis är en stekelart som först beskrevs av Walker 1836.  Nasonia vitripennis ingår i släktet Nasonia och familjen puppglanssteklar. Arten är reproducerande i Sverige. Inga underarter finns listade i Catalogue of Life.